# Tweede Kamerverkiezingen 1875
De Tweede Kamerverkiezingen 1875 waren periodieke Nederlandse verkiezingen voor de Tweede Kamer der Staten-Generaal. Zij vonden plaats op 8 juni 1875.
Nederland was verdeeld in 41 kiesdistricten, waarin 80 leden van de Tweede Kamer gekozen werden. Een kiezer bracht evenveel stemmen uit als er afgevaardigden in zijn kiesdistrict gekozen werden. Om gekozen te worden moest een kandidaat minimaal de districtskiesdrempel behalen.
De verkiezingen werden gehouden vanwege het aftreden van 40 leden van de Tweede Kamer van wie de zittingstermijn afliep op 19 september 1875. In vier kiesdistricten was een tweede verkiezingsronde benodigd tussen de twee hoogstgeplaatste (niet-direct gekozen) kandidaten uit de eerste ronde vanwege het niet-behalen van de districtskiesdrempel. Deze tweede ronde vond plaats op 22 juni 1875.

## Uitslag

### Opkomst
|                  | 1873   | 1873      | 1875    | 1875  |
| # stemmen        | %      | # stemmen | %       |       |
| ---------------- | ------ | --------- | ------- | ----- |
| Kiesgerechtigden | 99.716 |           | 106.121 |       |
| Niet opgekomen   | 38.832 | 38,94     | 35.733  | 33,67 |
| Opkomst          | 60.884 | 61,06     | 70.388  | 66,33 |

### Verkiezingsuitslag naar groepering
| Groepering                | Zetels | Zetels | Zetels | Zetels | Zetels | Zetels |
| Groepering                | 1873   | Af     | Bij    | 1875   | +/−    |        |
| ------------------------- | ------ | ------ | ------ | ------ | ------ | ------ |
| liberalen                 | 29/32  | 21     | 21     | 42     | 0      |        |
| thorbeckianen             | 11/10  | 21     | 21     | 42     | 0      |        |
| conservatief-katholieken  | 15     | 7      | 6      | 14     | −1     |        |
| antirevolutionairen       | 6/9    | 4      | 6      | 11     | +2     |        |
| conservatieven            | 13     | 7      | 4      | 10     | −3     |        |
| conservatief-liberalen    | 1      | 1      | 2      | 2      | +1     |        |
| liberaal-katholieken      | 0      | 0      | 1      | 1      | +1     |        |
| conservatief-protestanten | 4/0    | 0      | 0      | 0      | 0      |        |
| vacature                  | 1/0    | 0      | 0      | 0      | 0      |        |
| totaal                    | 80     | 40     | 40     | 80     | 0      |        |

### Gekozen leden
Bij deze verkiezingen werden 30 leden herkozen. De stemmingen voor de overige tien vacatures hadden de volgende resultaten:
- in het kiesdistrict Almelo versloeg Jan Corver Hooft (42,8%, conservatieven) het aftredende lid Barend Brouwer (11,7%, liberalen);

- in het kiesdistrict Amsterdam versloegen Gerrit de Vries (58,3%, liberalen) en Sjoerd Vening Meinesz (55,9%, liberalen) de aftredende leden Gerlach van Reenen (38,3%, conservatieven) en Eduard Herman s'Jacob (35,7%, conservatieven);

- in het kiesdistrict Arnhem versloeg Johan Geertsema (44,2%, liberalen) het aftredende lid Jules van Zuylen van Nijevelt (12,3%, conservatieven);

- in het kiesdistrict Breda was in eerste instantie Carel van Nispen tot Sevenaer (conservatief-katholieken) herkozen. Hij was echter tevens gekozen in het kiesdistrict Nijmegen[12], waaraan hij de voorkeur gaf. Om in de ontstane vacature te voorzien werd in Breda een naverkiezing gehouden, waarbij Herman des Amorie van der Hoeven (liberaal-katholieken) gekozen werd;

- in het kiesdistrict Haarlemmermeer versloeg Frans van Heemstra (60,7%, antirevolutionairen) het aftredende lid Jan Rutgers van Rozenburg (38,9%, liberalen);

- in het kiesdistrict Middelburg versloeg Johan de Jonge (50,5%, antirevolutionairen) het aftredende lid Johannes Tak van Poortvliet (48,7%, liberalen);

- in het kiesdistrict Nijmegen werd Carel van Nispen tot Sevenaer (conservatief-katholieken) gekozen in de vacature ontstaan door het periodiek aftreden van Raphaël van Nispen van Sevenaer (conservatief-katholieken) die had aangegeven niet herkiesbaar te zijn;

- in het kiesdistrict Utrecht versloeg Jacob Bastert (50,8%, conservatief-liberalen) het aftredende lid Nicolaas Kien (49,2%, conservatieven);

- in het kiesdistrict Zutphen was in eerste instantie Jacob Dam (liberalen) herkozen. Hij overleed echter op 29 juni 1875. Bij een naverkiezing werd Johannes Tak van Poortvliet (liberalen) gekozen in de vacature voor de zittingsperiode 1875-1879. De vacature voor het resterende deel van de lopende zittingsperiode werd niet meer ingevuld.

De zittingsperiode van de Tweede Kamer ging in op 20 september 1875. De zittingstermijn van Tweede Kamerleden bedroeg vier jaar.